# Гетто в Петрикове (Гомельская область)
Гетто в Пе́трикове (Гомельская область) (сентябрь 1941 — апрель 1942) — еврейское гетто, место принудительного переселения евреев города Петриков Гомельской области и близлежащих населённых пунктов в процессе преследования и уничтожения евреев во время оккупации территории Белоруссии войсками нацистской Германии в период Второй мировой войны.

## Оккупация Петрикова и создание гетто
В 1939 году в городе Петриков жили 1074 еврея — 18 % населения. Город был захвачен немецкими войсками 29 июля 1941 года и оккупация продлилась 2 года и 11 месяцев — до 29 июня 1944 года.
Сразу после оккупации евреям приказали зарегистрироваться в комендатуре. На верхней одежде их обязали нашить слева спереди и сзади жёлтые шестиконечные нашивки. Евреям запретили появляться в «арийской» части посёлка и приказали сдать драгоценности, деньги, радиоприёмники и транспортные средства.
Немецкие солдаты в любое время суток заходили в еврейские дома (если им не открывали — выламывали дверь) и забирали любые приглянувшиеся им вещи, избивали, насиловали и убивали беззащитных людей. Беременным прокалывали живот штыком, младенцев выбрасывали в окна. Старых евреев таскали за бороды и часами заставляли стоять на коленях. Ночью тела убитых и замученных евреев собирали и хоронили по еврейским обычаям самоотверженные члены «Хевра кадиша».
Еврейскую общину Петрикова с 1912 года возглавлял раввин Шапиро. Ему приказали явиться к немецкому коменданту, который приказал раввину собрать с евреев «контрибуцию» и предоставить полный список всех евреев города. Шапиро с достоинством отказался выполнить этот приказ, его избили, пытали, а на следующий день повесили на главной площади.
14 сентября 1941 года немецкий карательный отряд численностью более 100 человек ворвался в Петриков. Особенно они зверствовали над евреями. Их, примерно 400 человек, избитых и раздетых догола, согнали на берег Припяти. Затем стали загонять в реку, топили и расстреливали. Спаслись единицы.
Реализуя нацистскую программу уничтожения евреев, немцы создавали гетто почти во всех городах и населённых пунктах Беларуси, где проживало еврейское население. Так и в Петрикове оставшихся в живых около 300 евреев согнали в гетто.

## Условия в гетто
Под гетто немцы выделили около 20 домов на улице Дзержинского и Володарского, в которые заселили по 15—20 человек. Эти дома не отапливались, во многих не было ни окон, ни дверей, а морозы зимой 1941—1942 года доходили до −35°С. Выходить на улицу узникам разрешалось только ночью. Гетто было огорожено колючей проволокой, на обоих концах улицы находились пропускные посты с пулемётами.
Ежедневно с 6.00 утра до 20.00 вечера евреев гоняли на принудительные работы — заготовку древесины в лесу и расчистку улиц. Тех, кто обессиленный от голода и холода падал, сразу убивали. Никакого питания евреям не выдавали, умерших запрещали хоронить на кладбище. Также запрещалось ходить из дома в дом внутри гетто.

## Уничтожение гетто
Кроме 14 сентября, «акции» (таким эвфемизмом нацисты называли организованные ими массовые убийства) произошли 22—23 сентября 1941 года, в ноябре 1941 года, 15 февраля 1942 года (около 200, 450 человек) и в конце апреля 1942 года в урочище Дварец около деревни Белка в двух километрах от Петрикова были убиты последние 50—60 евреев.

## Память
Всего в Петрикове за годы оккупации были убиты 770 евреев. Немногие спасшиеся из гетто воевали в партизанских отрядах. Часть еврейских детей из Петрикова погибла в детском концлагере в деревне Свобода рядом с Копаткевичами, созданном нацистами для забора донорской крови для своих раненых.
В 2018 году жертвам геноцида евреев в Петрикове был установлен памятник.
Опубликованы неполные списки убитых евреев в Петрикове.